# Bal Thackeray
Bal Keshav Thackeray (Pune, Índia britânica, 23 de janeiro de 1926 – Bombaim, Índia, 17 de novembro de 2012) foi um jornalista, ativista e político hindu indiano. Em 1966, foi o fundador e líder do Shiv Sena, um partido político nacionalista hindu e conservador com presença no estado de Maharashtra.

## Biografia
Thackeray nasceu em uma família de classe alta e tradição política: seu pai Keshav Sitaram era um jornalista e um dos líderes do movimento reformista Samyukta Maharashtra (em português, Maharastra Unida), que defendia uma comunidade linguística independente para os maratas no agora extinto estado de Bombaim (1947-1960). Bal começou a trabalhar como cartunista em vários jornais e em 1960 lançou a revista Marmik, através do qual exigia que os maratas tivessem tratamento preferencial em Bombaim sobre a população imigrante (principalmente indianos do sul).
Em 19 de junho de 1966, fundou o partido nacionalista Shiv Sena (em espanhol, Exército de Shivaji) que defendia o tratamento preferencial dos maratas (a quem chamava de "filhos da terra") com um discurso conservador, contrário à imigração e anticomunista. Esta opção política tornou-se muito popular entre os Maratís graças à sua oratória e medidas populistas, como a criação de comunidades (shakhas) que garantiam trabalho e proteção em troca do apoio ao partido. Thackeray estabeleceu-se assim como um líder de massas e foi defendido por seus seguidores por meio de boicotes, ataques, greves e manifestações contra empresas e sindicatos que, em sua opinião, prejudicavam a comunidade local. Ao mesmo tempo, fundou os jornais Saamana (marata) e Dopahar ka saamana (hindi) para difundir suas ideias. 
Na década de 1980, esse discurso evoluiu para o nacionalismo hindu (Hindutva) e a defesa acérrima da religião e da identidade hindu, especialmente nos espaços públicos. Nessa época seus seguidores encenaram atos violentos como os motins contra a população muçulmana (1984) ou a destruição da mesquita Babri Masjid (1992) que levou a uma série de ataques terroristas islâmicos em Bombaim em 1993. Após esses ataques, o apoio ao Shiv Sena aumentou.
Graças a uma aliança com o Partido do Povo Indiano, o Shiv Sena conseguiu governar Maharashtra de 1995 a 1999.  A primeira medida adotada foi mudar o nome oficial de Bombaim para "Mumbai". Até então Thackeray já era uma das figuras mais influentes do estado e qualquer ação tinha que ter sua aprovação. 
Em 1999 foi desqualificado por seu envolvimento em vários casos de corrupção política. Um ano depois, ele foi preso sob a acusação de incitar o ódio contra a comunidade muçulmana em 1993, embora nesse caso ele não pudesse ser condenado porque o tribunal decidiu que os crimes haviam prescrito. Os processos judiciais, juntamente com a crescente diversidade étnica de Mumbai, reduziram sua popularidade.
Apesar de sua saúde deteriorada, Bal Thackeray ocupou a liderança do Shiv Sena até sua morte em 17 de novembro de 2012, de parada cardíaca aos 86 anos. O primeiro-ministro indiano Manmohan Singh expressou suas condolências e concordou com um funeral de Estado no Parque Shivaji, que contou com a presença de cerca de um milhão de pessoas, segundo a imprensa nacional.

## Vida pessoal
Bal Thackeray foi casado com Meenatai Thackeray e teve três filhos: Bindumadhav, Jaidev e Uddhav Thackeray, o último líder do Shiv Sena desde 2012. Seu sobrinho Raj Thackeray fundou um partido de extrema-direita, o Maharashtra Sena.
O mandatário foi satirizado por Salman Rushdie em seu romance de 1995, The Moor's Sigh, como "Raman Fielding". Ele foi entrevistado pelo escritor Suketu Mehta no livro Maximum City: Bombay Lost and Found (2004), um longo retrato do crescimento de Bombaim que ganhou o Prêmio Kiriyama e foi finalista do Prêmio Pulitzer de 2005.

## Controvérsia
Bal Thackeray tem sido uma das figuras mais controversas da política indiana. Boa parte do seu apoio está concentrada entre a comunidade marata e os bairros mais desfavorecidos de Bombaim, capital de Maharashtra, onde o Shiv Sena governa desde a década de 1970 quase sem interrupções. Em todo esse tempo, consolidou uma rede de clientelismo, por meio da qual muitos cidadãos maratas têm garantido trabalho e proteção em troca do apoio ao partido.  Apesar de não ocupar cargo público, qualquer operação tinha que ter sua aprovação.  Além disso, tem se caracterizado por um discurso contra imigrantes e minorias, especialmente muçulmanos, que tem sido descrito como xenófobo e fundamentalista.
O governo indiano ordenou sua prisão em 2000 sob a acusação de ter promovido tumultos contra a comunidade muçulmana após os ataques de 1993 em Mumbai. No entanto, ele nunca poderia ser condenado porque os crimes haviam prescrito. Em 2002, ele até pediu a seus seguidores que organizassem ataques suicidas se ataques semelhantes ocorressem novamente. Diante de inúmeras críticas, foi obrigado a esclarecer que não rejeitava os muçulmanos, mas aqueles que agem contra os interesses da Índia. Da mesma forma, tomou parte do conflito entre Índia e Paquistão e criticou o ator Dilip Kumar por aceitar um prêmio do governo paquistanês.
Por outro lado, Thackeray mostrou publicamente sua admiração pelo ditador alemão Adolf Hitler. Numa entrevista afirmou o seguinte: "Não estou dizendo que concordo com todos os seus métodos, mas ele foi um grande estadista e orador (...) O que a Índia precisa é de um ditador que governe com benevolência, mas também com mão de ferro". Em 2007, ele se retratou dessas declarações e condenou o Holocausto, mas sustentou que Hitler tinha coisas positivas.